# Love + War (альбом Kwabs)
Love + War — дебютный альбом британского исполнителя Kwabs. Он был выпущен 11 сентября 2015 года на лейбле Atlantic Records.

## История
В 2013 году Kwabs подписал контракт с лейблом звукозаписи Atlantic Records, после того как его кавер Корни Бейли Ней на песню «Like a Star» и «The Vihelm» Джеймса Блейка, вышли на YouTube. В 2014 году Kwabs выпустил EP Worng or Right, после он победил в номинации «Лучший новичок» в MOBOs, перед тем как попал в список BBC Sound Of 2015. Также Kwabs победил в номинации «Лучший R&B исполнитель» и «Лучший соул исполнитель» в MOBOs 2015 году, и также победил в EMA MTV 2015.

## Синглы
Первым синглом альбома стала песня «Worng Or Right», выпущена 3 февраля 2014. Вторым синглом стала песня «Walk», выпущена 29 сентября 2014. Сингл стоял на первой строчке чарта Германии, стал платиновым в Норвегии и золотым в Германии, Австралии и Швейцарии. «Fight For Love» был выпущен 28 июля 2015, в качестве третьего сингла альбома. Четвёртым синглом стала песня «Cheating On Me», выпущенная 4 сентября 2015.

## Критика
Альбом получил положительные отзывы от критиков. В обзоре The Independent оценила альбом в 5 звёзд из пяти, назвав его «потрясающем альбомом». В другом обзоре The Line Of Best Fit дала альбому рейтинг 9,5 из 10, также назвала его «лучшим поп-альбомом». Альбом получил множество положительных отзывов от The Guardian, Sunday Times Culture, MOJO, Attitude, Time Out и The 405.

## Коммерческий успех
| Название   | Выпущен                                                                               | Верхняя позиция | Верхняя позиция | Верхняя позиция | Верхняя позиция | Верхняя позиция | Верхняя позиция | Верхняя позиция |
| Название   | Выпущен                                                                               | UK              | AUT             | BEL (Fl)        | GER             | HUN             | NL              | SWI             |
| ---------- | ------------------------------------------------------------------------------------- | --------------- | --------------- | --------------- | --------------- | --------------- | --------------- | --------------- |
| Love + War | - Релиз: 11 Сентября 2015 - Лейбл: Atlantic Records UK - Формат: Digital download, CD | 26              | 44              | 39              | 26              | 24              | 23              | 12              |

## Список композиций
| №   | Название                  | Автор(ы)                                                 | Продюсер          | Длительность |
| --- | ------------------------- | -------------------------------------------------------- | ----------------- | ------------ |
| 1.  | «Love + War»              | Kwabs, Cass Lowe                                         | Kwabs, Cass Lowe  | 4:13         |
| 2.  | «Fight For Love»          | Kwabs, Франкс Вхет, Джастин Паркер                       | Starsmith AI Shux | 3:38         |
| 3.  | «Walk»                    | Kwabs, Jonny Lattiter                                    | TMS               | 3:34         |
| 4.  | «My Own»                  | Kwabs, Jonny Lattiter                                    | SOHN              | 3:49         |
| 5.  | «Look Over Your Shoulder» | Kwabs, Кристофер Тайлер                                  | SOHN              | 3:02         |
| 6.  | «Perfect Roun»            | Kwabs, Royce Wood, Junior George Moore                   | Felix Joseph      | 4:12         |
| 7.  | «Forgiven»                | Kwabs, Tom Havelock, Ben Kohn, Pete Kelleher, Tom Barnes | TMS               | 3:52         |
| 8.  | «Layback»                 | Kwabs, Junior George Moore                               | Dave Okumu        | 3:55         |
| 9.  | «Make You Mine»           | Kwabs, Cass Lowe                                         | Cass Lowe         | 3:44         |
| 10. | «Father Figure»           | Kwabs, Sam Romans, Joan Armatrading                      | Sam Romans        | 3:20         |
| 11. | «Wrong Or Right»          | Kwabs, Кристофер Тайлер                                  | SOHN              | 3:36         |
| 12. | «Cheating On Me»          | Kwabs, Jimmy Napes                                       | Felix Joseph      | 5:01         |